# Монбельяр
Монбельяр (фр. Montbéliard) — французская коммуна, расположенная в департаменте Ду региона Бургундия — Франш-Конте. Монбельяр является одной из двух супрефектур департамента Ду и административным центром двух кантонов. Расположен на расстоянии 13 километров от границы со Швейцарией.
Город также известен по своему прежнему германскому имени Мёмпельгард. Более семи веков, с 1042 по 1793 год, город был центром сначала графства, а затем и княжества Монбельяр (нем. Мёмпельгард), основанного императором Генрихом III, и с 1407 года входил в состав Священной Римской империи. В XVI веке Монбельяр присоединился к движению Реформации, последовав примеру швейцарских городов. Княжество было аннексировано Францией в 1793 году. После этого Монбельяр несколько раз прикреплялся то к одному французскому департаменту, то к другому. Поначалу город был присоединён к франш-контийскому департаменту Верхняя Сона, затем, в 1797 году, к департаменту Мон-Террибль, затем, в 1800 году был включён в состав Эльзасского департамента Верхний Рейн. После территориальных потерь Франции 1815 года, Монбельяр в 1816 году окончательно нашёл своё место в составе департамента Ду, где и остаётся до настоящего момента одним из немногих протестантских анклавов во Франции.
Монбельяр является центром агломерации, насчитывающей 162284 жителей, и совместно с городом Бельфор образует самый крупный район региона, насчитывающий 285026 жителей.

## История

### Возникновение поселения
Первые письменные упоминания поселения Montem Billiardae датируются 935 годом. В ту эпоху поселение состояло из нескольких жилищ, располагавшихся на укреплённой скале, возвышавшейся над слиянием рек Аллен и Лизен. Название «Montbéliard» происходит от германского женского имени.
Окрестности Монбельяра были существенно освоены уже в античную эпоху, о чём свидетельствуют развалины галло-романского театра около поселения Мандёр. В античный период именно это поселение сдерживало развитие Монбельяра и окрестностей. Но начиная с VII века, в регионе начинает усиливаться могущество Монбельяра. В XI веке здесь появляется замок, призванный защищать границы местности от набегов мадьяр.

### Эпоха средневековья
Уже после того как в XI веке был возведён так называемый «передний замок», для расширения укреплений возвели «задний замок». В это же время появилась церковь Святого Петра и несколько жилых построек. В XII веке рядом с «передним замком» появился небольшой посёлок. Ещё один посёлок, Вотье, неожиданно появился в следующем веке перед «задним замком». Численность поселений росла вплоть до XIV века, когда произошло её существенное снижение вследствие эпидемии чумы.
Важнейшим событием этого исторического периода стал выпуск Хартии вольностей в 1283 году, которая зафиксировала положение города вплоть до 1793 года. Граф Рено Бургундский предоставил Монбельяру самостоятельность в обмен на уплату туазного налога. Городом управлял Совет Девяти, в который входили по одному представителю от каждого городского квартала. Также в городе существовал Магистрат (или Городской совет).
Династии, правящие в Монбельяре, сменяли одна другую: Муссоны, Монфоконы, Шалонский дом, затем Монбельяр снова вернулся к Монфоконам. Генрих II, сын Этьена де Монфокона, участвуя крестовом походе, погиб в 1396 году в битве при Никополе. К моменту смерти Этьена де Монфокона прямых наследников уже не осталось и, незадолго до своей смерти, он провозгласил внучку Генриетту своей наследницей и организовал её помолвку с Эберхардом IV, наследником вюртембергских владений. Свадьба произошла в 1407 году. Графство Монбельяр таким образом перешло в лоно этой германской династии и, следовательно, присоединилось к землям Священной Римской империи. Вследствие нового союза Монбельяр попал под влияние эльзасских Риквира и Обура. В XV веке площадь города составляла 5 гектаров, а численность населения оценивалась в 1500 жителей. Архитектурный стиль жилых домов сильно напоминал эльзасский. Широкое распространение получили ремесленные мастерские, причём они были членами цеховых организаций, так называемых «chonffes», которые детальным образом регулировали правила торговли.

### Монбельяр в XVI веке
Монбельяр являлся своеобразным анклавом в королевстве Франции, при этом город находился под влиянием испанского Франш-Конте, Священной Римской империи, вассалом которой он был, а также соседней Швейцарии, хотя используемым языком всегда оставался французский. Граф Монбельяра (которым являлся герцог Вюртемберга или его младший сын) образовал Совет регентства, куда он назначал 10 членов, а также Финансовый совет, Церковный совет и Феодальный суд.
Город постепенно восполнил человеческие потери, случившиеся во время эпидемии чумы, а также разрушения эпохи Столетней войны (особенно причинённые вооружёнными бандами в 1438/1439 и 1444/1445 годах) и периода Бургундских войн.

#### Протестантизм в Монбельяре
Все эти несчастья вызвали кризис веры у населения, что было хорошо ощутимо по возросшему количеству судебных процессов по обвинениям в колдовстве. Горожане осуждали богатство и злоупотребления местного духовенства. В 1524 году в город по приглашению герцога Ульриха VI прибыл известный деятель реформации Гийом Фарель. Сложившаяся в городе обстановка способствовала восприятию его протестантских проповедей. Его крайний консерватизм привёл к тому, что архиепископ Безансона отправил в Монбельяр капуцинов, что было предвестником интердикта жителей города. Фарель был выслан из Монбельяра в марте 1525 года. Он ушёл, оставив город, наполовину обращённый в лютеранство. Герцог Ульрих VI не отступал и прислал в город пастора Пьера Туссена. Он завершил труды Фареля — к 1537 исчезло поклонение образам, братства были распущены, были открыты протестантские школы для мальчиков и девочек, где преподавали пасторы. В 1538 году Монбельяр стал полностью протестантским, а Туссен стал главой новой церкви и продолжил проповеди на остальных землях графства.
Император Карл V на время восстановил католицизм, с 1547 по 1552 год, затем в графство вернулось лютеранство. Герцог Георг I противостоял намерению Магистрата распространять кальвинизм. В 1555 году в результате Аугсбургского религиозного мира лютеранство окончательно закрепилось в Монбельяре. Георг I образовал специальные стипендии для обучения пасторов в Тюбингенском университете в Вюртемберге.

#### Ренессанс в Монбельяре
После смерти герцога Георга I в 1558 году в Монбельяре действовало регентское правление до достижения совершеннолетия его наследником Фридрихом I. Лютеранство было закреплено в Монбельяре его предшественниками. Движение реформации в княжестве укреплялось. Однако в княжестве нашли свой приют множество кальвинистов, уехавших из Франции во время религиозных войн. Глава протестантского духовенства, Туссен, ушёл в отставку в 1573 году, а к власти пришёл совершеннолетний князь Фридрих I. Именно с этого времени в Монбельяре стал укрепляться религиозный антагонизм. На известном коллоквиуме, проходившем в Монбельяре с 21 по 29 марта 1586 года, князь был арбитром между двумя соперничавшими сторонами. Однако успеха это мероприятие не имело. Верный своим убеждениям, Фридрих I, обладая титулом summus episcopus, насаждает лютеранство более чем когда либо, объявив лютеранство государственной религией. Кальвинисты были обязаны придерживаться этого вероучения, иначе им предлагалось покинуть княжество. Усилилась борьба с колдовством (38 человек было казнено сожжением на костре в период с 1555 по 1618 год). После осады Монбельяра герцогом Гизом, длившейся с декабря 1587 года по январь 1588 года, ситуация в городе улучшилась. В 1601 году было начато строительство кирхи Сен-Мартен, и на этот раз лютеранство было окончательно принято в городе в обмен на подтверждение действия Хартии вольностей 1283 года.
Фридрих I поручает своему талантливому архитектору Генриху Шикхардту планировку нового городского района, получившего имя «Новый город»; в самом замке был сооружён Отель Бальи, а также расширено зернохранилище, возведено здание библиотеки, латинской школы (колледж) и университета. В этот период (1587 год) в городе появляются типография, бумажная фабрика и ботанический сад. Упрочилось положение кузницы в Шаже и солеварни в Сольно. Развитие города продолжил сын Фридриха I, Иоганн Фридрих. Преемник Шикхардта, Клод Фламан, завершает сооружение «Нового города», заканчивает проект монбельярской цитадели и строит кузницу в Эдинкуре. В 1618—1620 годах в городе насчитывалось уже 4000 жителей.

### Монбельяр в XVII веке

#### Тридцатилетняя война
Габсбурги стремились навязать католицизм всем территориям империи. Монбельяр оставался безразличным к этим попыткам, при этом демонстрируя свою преданность. Вплоть до 1630 года конфликтов удавалось избежать. Леопольд Фридрих был обязан противостоять продвижению имперских и шведских войск через Бургундские ворота. В 1633 году граф обратился за помощью к Франции, которая прислала 750 солдат для расквартирования и постановки на довольствие. Монбельяр был атакован, поскольку Франция являлась врагом Священной Римской империи, и Леопольд Фридрих был вынужден бежать в Швейцарию. На подкрепление прибыло 20 000 французских солдат, и Монбельяр получил возможность сопротивляться нападению. Тем не менее последствия для горожан были драматичными. В 1635 случился голод, в город вместе с беженцами пришли эпидемии, унёсшие половину жителей, соседние деревни были разграблены.

#### Французская оккупация
В 1662 году начинается правление герцога Георга II. Восстановление княжества проходило уже под угрозами со стороны Франции. Это объясняется тем, что большая часть Эльзаса перешла Франции в 1648 году, а в 1674 году французским владением стало Франш-Конте. Город снова становится анклавом, подобно республике Мюлуза. Франция оккупировала всю территорию графства с 1676 по 1698 год, Георг II вместе со своей семьёй укрылся в Базеле, и впоследствии перебрался в Силезию. Управление находилось в руках Магистрата и Совета регентства. Несмотря на это, французы ограбили замок и вывезли архивы, на доходы графства был наложен арест, цитадель и другие укрепления были срыты. К тому же, горожанам было вменено в обязанность расквартировывать солдат в своих жилищах. В 1697 году Рейсвейкский мирный договор положил конец французской оккупации и позволил графу вернуться в Монбельяр.
Георгу II предстояло восстановить лютеранство, однако в 1699 году последовала новая оккупация Францией, была учреждена должность «королевский кюре», а церковь Сен-Менбёф (на территории замка) стала католической. Сеньорная зависимость части территорий княжества от графа Монбельяра была утрачена и укреплялся католицизм.

### Монбельяр в XVIII веке

#### Правление Леопольда Эберхарда
Герцог Леопольд Эберхард правил с 1699 по 1723 год. Он был единственным сыном своего отца, Георга II, его матерью была Анна де Колиньи, и точно так же, как и отец, Леопольд боролся с Людовиком XIV. Он взял в жёны капитанскую дочь, Анну-Сабину Хедвижер, с которой познакомился, находясь с родителями в Силезии. В течение своего правления Леопольд Эберхард отличился, главным образом, жаждой наживы и распущенным нравом. Тем не менее, ему удалось оживить экономику Монбельяра, пригласив в княжество работать эльзасских крестьян и анабаптистов. Потомство этой общины существует в Монбельяре до сих пор. Леопольд Эберхард имел крупный конфликт с горожанами в 1704 году причиной которого стало значительное повышение налогов и вмешательство князя в деятельность Магистрата (Городского совета). Иск был подан в Имперский суд в Вецларе. Князь отклонил все компромиссные предложения, распорядился арестовать лидеров горожан, изъять архивы и разоружить городскую милицию. Магистрат был распущен и в его новый состав князь попросту назначил верных себе людей. Высланные горожане обратились напрямую к императору Иосифу I, который заставил Леопольда в 1708 году подписать мировое соглашение. Мещанство было восстановлено в своих правах, а уровень налогов был возвращён к уровню 1704 года. Князь скончался в возрасте 53 лет не оставив законного наследника. Нет информации о том, что жители Монбельяра были сильно расстроены смертью князя.

#### Период относительной самостоятельности
Франция была ослаблена в эти годы, но она встала на защиту интересов Георга-Леопольда Спонека, незаконнорождённого сына Леопольда Эберхарда, препятствуя законному наследнику Эберхарду Людвигу вступить в свои права. Совет регентства в 1726 году принял решение о вхождении Монбельяра в валютную зону Франции (турский ливр). В ходе войны за польское наследство город был оккупирован французами с апреля 1734 года по октябрь 1735 года. Франция сознательно старалась поддерживать жёсткий таможенный режим на границах анклава и жители Монбельяра были вынуждены заняться контрабандой, в особенности табака, и стали отправлять товары в Швейцарию.
Князь Леопольда Эберхарда, скончавшийся в 1723 году, был последним князем, проживавшим в Монбельяре постоянно. Эберхард Людвиг правил находясь в Штутгарте и 10 лет его правления совместно с Советом регентства не запомнились городу чем-то особенным. Наследником стал его кузен Карл Александр (годы правления 1733—1737). Сам он ещё в 1712 году перешёл в католическую веру, но при этом сохранил лютеранство в Монбельяре, а также неизменно соблюдал Хартию вольностей. Ему наследовал сын Карл Евгений (годы правления 1737—1793), но власть снова была в руках Совета регентства. В 1769 году он назначил своего младшего брата Фридриха Евгения штатгальтером графства Монбельяр, где тот стал жить с 1769 года. Фридрих Евгений построил замок в Этюпе, небольшой деревеньке рядом с Монбельяром (эта прекрасная летняя резиденция была разрушена вскоре после французской революции). Фридрих Евгений бежит в Вюртемберг вместе со всей семьёй при приближении к Монбельяру первых революционных отрядов.

#### Экономика и общество
В этот период в целом собирались хорошие урожаи, эпидемии ослабли, голод отступил даже несмотря на неурожайные 1770—1771 и 1788—1789 годы. Численность населения выросла с 12000 до 26000 человек, но большинство проживало в сельской местности. Численность городских жителей увеличилось с 2900 до 4000 человек. Однако росло количество эмигрантов. Показательно, что община монбельярских протестантов была образована в Канадском Люненбурге.
Сельские хозяйства были небольшими и, как правило, выращивали только коноплю. Более крупными по своему размеру территориями владели семьи анабаптистов. Ремесленные и кустарные хозяйства (кожевенные и текстильные производства) были организованы в цеховые корпорации. В это время в Монбельяре начали выпускать часы, а кузницы Оденкура были на подъёме. Торговля также развивалась динамично, каждую неделю на рынке торговали около 50 торговцев и раз в месяц собирали ярмарку. Процветала контрабанда табака.

#### Религиозная ситуация
Налажена система отбора и образования пасторов. В этот период времени им требовалось противостоять пиетизму. Но несмотря на это религиозная жизнь протекала спокойно, церковный доход был достаточно большим; все пасторы входили в Совет и раз в год должны были читать проповедь в кирхе Сен-Мартен. Был образован специальный денежный фонд для вышедших в отставку пасторов и их вдов. За нравами общества строго следила Великая Консистория. Больница, приют и школа находились под жёстким контролем церкви. В обществе царила терпимость, кальвинисты имели возможность устраивать богослужения частным образом, анабаптисты жили обособленно, католики могли свершать обряды публично. Преследования за веру прекратились.

### Французская революция и интеграция Монбельяра во Францию
Начиная с 1789 года в Монбельяре зарождается небольшая про-французская партия. К 1792 году штатгальтер Фридрих Евгений практически полностью перестал отвечать чаяниям своих подданных, а страна, с закрытыми границами, вошла в глубокий экономический кризис и периодически в княжестве наступал голод. Строжайший таможенный режим изолировал княжество Монбельяр и поэтому любая торговля с Францией была прекращена. В этой ситуации революционная партия попыталась взять власть в свои руки. В конце концов к Монбельяру прибыли французские революционные отряды и княжество без сопротивления было аннексировано Францией 10 октября 1793 года членом Национального конвента Бернаром Сентским (фр. André-Antoine Bernard). Торговцы и промышленники Монбельяра тайно способствовали аннексии, поскольку она открывала огромный рынок сбыта для их товаров. Вследствие отмены таможенной границы были ликвидированы душившие бизнес цеховые корпорации. Штатгальтер Фридрих Евгений спасся бегством вместе со своей семьёй, уехав в Вюртемберг. Французская революция разрушила сложившиеся консервативные нравы и обычаи жителей Монбельяра. Поначалу эти изменения были восприняты скорее хорошо, поскольку казалось что они привносят равенство и терпимость в реформистскую религию. Но взамен, были повышены налоги. Присоединение к Франции принесло много неразберихи в общественной жизни, а в экономике начали развиваться денежные спекуляции.
11 октября 1793 года Монбельяр был включён в состав департамента Верхняя Сона и стал административным центром округа. В 1797 году город перешёл в состав департамента Мон-Террибль, главным городом которого был, французский в то время, Поррантрюи. Однако, это присоединение было сочтено контрреволюционным и Монбельяр передали в состав эльзасского департамента Верхний Рейн. В 1801 году в Люневильском мирном договоре Монбельяр был признан французским городом. В 1814 году российский император Александр I посетил город Монбельяр. Целью этого визита было знакомство с местами, где жила его мать, София Доротея Вюртембергская, ставшая Марией Фёдоровной после бракосочетания с будущим российским императором Павлом I. В результате переговоров мэра, Монбельяр в 1816 году был передан в состав департамента Ду и получил статус супрефектуры. Это положение сохраняется и до нашего времени.
В годы революционного террора в Монбельяре была смонтирована собственная гильотина, но она никогда не была пущена в действие. Население весьма негативно восприняло закон о максимальной заработной плате и максимальных ценах, также негативно была воспринята мобилизация во французскую армию. Насаждавшийся в период революции Культ Верховного Существа был отвергнут лютеранами, которых здесь было большинство. Впрочем, религиозные обряды были некоторое время под запретом, пасторам перестали платить зарплату, а лютеранские школы закрыли. Однако, ситуация улучшилась после Конкордата Наполеона в 1801 году. Лютеранская церковь была подчинена Страсбургу, а городская кирха была реставрирована.
Резиденции Вюртембергов — замок Монбельяра и шато Этюп — были разграблены. Замок после этого стал военным госпиталем, а шато просто разрушили. При этом, благодаря отмене границ, экономика Монбельяра была на подъёме. К примеру, семья Залер владела швейным производством на улице rue de la Schliffe, где работало 800 рабочих.

### Монбельяр в XIX веке

#### Общественная и экономическая ситуация
Монбельяр был преимущественно сельскохозяйственным городом. Здесь достигли крупных успехов в скотоводстве. Коровы Монбельярской породы, начиная с 1889 года, получили широкую известность и признание. Выращивались пшеница и ячмень для производства пива, при этом в Монбельяре было немого виноградников. До Первой мировой войны в регионе ещё не господствовали Peugeot и Japy. Было широко распространено часовое производство и в отрасли доминировали два крупных предприятия: Vincent-Rouse и Marti. В текстильном производстве господствовали две семьи Sahler и Bourcard. Торговля была монополизирована еврейской общиной, в начале XIX века был построен вокзал и появился трамвай, в финансовом секторе лидировали банкирские семьи Morel и Goguel.
Правящая верхушка, в своём большинстве, принадлежала к лютеранам, и преобладала в политической жизни, а также играла заметную общественную роль. Средний класс начал развиваться к концу XIX столетия и постепенно набирал политический вес. Но простой народ жил плохо вследствие недоедания, алкоголизма, антисанитарных жилищных условий и вредных условий труда. Тем не менее, социальные протесты были редки из-за маленького размера предприятий.
В этот период численность населения города увеличилась с 3823 человек в 1815 году до 10400 человек в 1913 году. Открывшаяся доступность региона благодаря судоходному каналу, новой железной дороге, дороге Поррантрюи—Монбельяр—Бельфор, способствовала росту числа иммигрантов. Построенный в 1852 году железнодорожный вокзал Монбельяра вызвал бурный подъём местной промышленности. Также в этот период стало отмечаться массовое переселение жителей из сельских поселений в города. Средняя продолжительность жизни составляла 47 лет для мужчин и 49 лет для женщин, а детская смертность составляла 20 %. Расширению города мешала плотная гидрографическая сеть, которая также способствовала частым наводнениям в Монбельяре.

#### Политическая жизнь
В эпоху реставрации монархии власть в Монбельяре возвращается к именитым лютеранам. Вторая империя была плохо встречена поначалу, но впоследствии получила большую поддержку в Монбельяре, поскольку император распорядился построить железную дорогу, которая существенно повлияла на развитие города. Благодаря либерализации Наполеона III в политической жизни возникает конкуренция и появляется оппозиция в лице республиканского движения во главе с Жюлем Вьетом и депутатом Дорианом. После начала Франко-прусской войны город был оккупирован германскими войсками уже 8 ноября 1870 года. В январе 1871 года высоты вокруг Монбельяра были заняты французской армией генерала Бурбаки. Перед ним была поставлена задача разрушить немецкие линии связи и отвоевать Бельфор, который отважно оборонял гарнизон под командованием полковника Пьера Данфер-Рошро. Эта задача не была выполнена. Согласно условиям мирного договора Германия получила Эльзас, но Бельфор остался французским. Монбельяр, расположенный южнее, никто не потревожил.
Мэрия Монбельяра находилась в руках лютеран вплоть до 1900 года, когда на пост мэра стали всё чаще выбирать республиканцев. Радикальная партия стала набирать вес по мере развития среднего класса. Монбельяр остался в стороне от политического движения буланжистов и от процесса по делу Дрейфуса, благодаря духу толерантности его жителей.

## Достопримечательности
Городу Монбельяр присвоен национальный статус французского города искусств и истории. Достойны упоминания следующие исторические памятники и достопримечательности:
- Замок герцогов Вюртембергских: существовавший уже в X веке, поначалу как простая крепость, он видоизменялся и расширялся с течением столетий (Башня Генриетты в 1424 году, Башня Фридриха в 1572 году и 1595 году, Отель Бальи в начале XVII века). Помимо прочего, в настоящее время в нём находятся музей замка герцогов Вюртембергских, музей археологии и естествознания Монбельяра и музыкальная консерватория Монбельяра.
- Музей археологии и естествознания Монбельяра, также известный как Музей Кювье, в замке Монбельяр
- Музей замка герцогов Вюртембергских и Музей Бёрнье-Россель, представляющие самые любопытные исторические периоды графства Монбельяр. Также в этих музеях представлена эксклюзивная коллекция мебели в «стиле Монбельяр», отражающая все периоды истории владетельного княжества, а также несколько предметов мебели с клеймом Колеру, известного краснодеревщика, родившегося в этих краях.
- Кирха Сен-Мартен была проектирована в 1601 году архитектором Шикхардтом по заказу князя Фридриха. Её возведение было завершено в 1608 году. В настоящее время это здание считается самым старым лютеранским храмом Франции. Совершенные пропорции, величественные тосканские пилястры, широкие проёмы, увенчанные треугольными фронтонами — все внешние элементы кирхи Сен-Мартен воскрешают в памяти итальянский Ренессанс.
- Кирха Сен-Жорж строилась начиная с 1674 года по распоряжению князя Георга II чтобы распределить большие потоки верующих.
- Церковь Сен-Менбёф, строившаяся с 1850 года по 1875 год, символизировала возвращение к католицизму на этой протестантской земле.
- Пре-Ля-Роз (фр. Près-La-Rose) — крупный парк площадью около 10 гектаров, где высажено более 100 видов цветов. Идеально подходит для прогулок вдоль берегов реки Аллен, либо для плутания в растительном лабиринте. Для занятий спортом есть скейт-парк и стена для скалолазания. Для юных горожан в парке построен Культурный центр промышленности, техники и науки. В парке также представлен гигантский географический меридиан[6], а также солнечные часы[7]

В ближайшем пригороде:
- Музей Peugeot на территории автоконцерна в соседнем Сошо.

## Интересные факты
- В Монбельяре была основана компания «Пежо».
- Долгое время в этом городе жила будущая императрица Мария Фёдоровна.

## Известные уроженцы
- Николя Турнье (1590—1639) — французский живописец школы Караваджо.
- Жорж Кювье, выдающийся натуралист и естествоиспытатель
- Фредерик Кювье, зоолог
- Александр Вюртембергский, русский военачальник
- Фанни Дюрбах, гувернантка русского композитора П. И. Чайковского
- Николай Таурелл, философ
- Доминик Вуане, французский политик от партии Зелёных
- Рене Том, математик
- Анри Муо, путешественник, первооткрыватель Ангкор-Вата
- Фрэнк Дарабонт, американский кинорежиссёр и сценарист

- Вид замка
- Наиболее раннее изображение городского герба, датированное 1495 годом